# SN 2002cx
SN 2002cx是一颗奇特的Ia型超新星。它由劳伦斯伯克利国家实验室的研究团队于2002年5月发现。它与通常的Ia型超新星不同，于先前发现的几个奇特Ia型超新星也不同，例如SN 1991T和SN 1991bg。